# Koeleria glauca
Koeleria glauca es una especie de hierba del género Koeleria. 

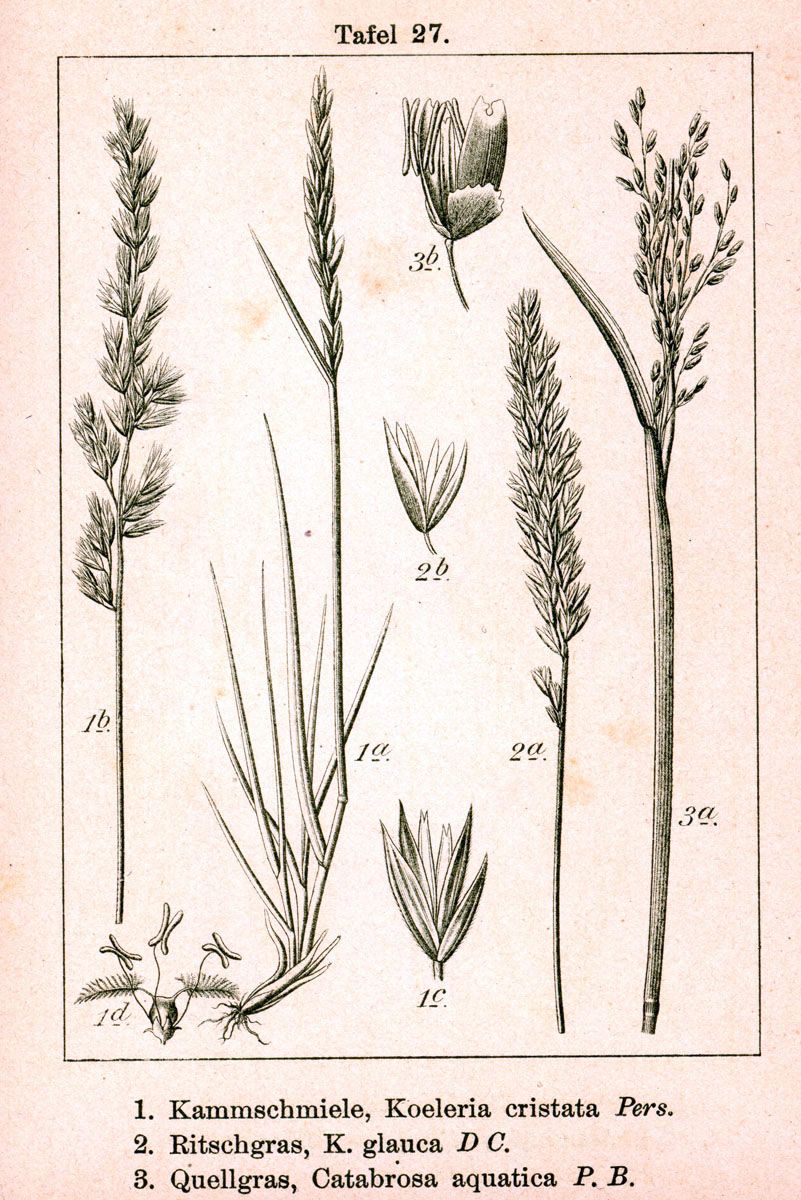
Ilustración

## Descripción
El follaje de las plantas es de color gris azulado y mide 15 a 30 centímetros de altura. Las flores florecen de mayo a julio y las inflorescencias pueden alcanzar desde 35 hasta 55 centímetros de altura.

## Distribución y hábitat
Crece en las dunas de arena y otros lugares. Se distribuye principalmente en el este de Europa central, con sus puestos avanzados occidentales en las dunas costeras de Jutlandia y en el interior en las dunas en el Valle del Rhin.

## Taxonomía
Koeleria glauca fue descrita por (Schrad.) DC. y publicado en Catalogus plantarum horti botanici monspeliensis 116. 1813.
Etimología
Koeleria: nombre genérico otorgado en honor de botánico alemán Georg Ludwig Koeler.
glauca: epíteto latino que significa "de color gris azulado".
Sinonimia
- Aira glauca Spreng.
- Airochloa glauca (DC.) Link
- Dactylis glauca (Spreng.) Roth
- Koeleria albescens var. maritima (Lange) Domin
- Koeleria arenaria (Dumort.) Ujhelyi
- Koeleria arenaria (Dumort.) B.D. Jacks.
- Koeleria arenaria (Dumort.) Conert
- Koeleria borysthenica Klokov
- Koeleria cristata subsp. arenaria Dumort.
- Koeleria cristata var. glauca (Spreng.) G.Mey.
- Koeleria eriostachya var. pyrenaica Domin
- Koeleria macrantha subsp. glauca (Schrad.) P.D.Sell
- Koeleria maritima Lange
- Koeleria pohleana (Domin) Gontsch.
- Koeleria pyrenaica (Domin) Ujhelyi
- Koeleria rochelii Schur
- Koeleria sabuletorum (Domin) Klokov
- Koeleria schroeteriana var. pyrenaica Domin
- Poa glauca Schkuhr[7][8]